# Liste der britischen Botschafter in der Türkei
Die folgende Liste führt die Botschafter Englands bzw. Großbritanniens im Osmanischen Reich (historisch als Hohe Pforte bezeichnet) und später in der Türkei auf. Die angegebenen Jahreszahlen beziehen sich auf den Zeitraum ihres jeweiligen Aufenthalts in Istanbul. Der Zeitpunkt der Ernennung kann vom Zeitpunkt des Antritts als Botschafter in Istanbul stark abweichen. So wurde Sackville Crowe 1633 ernannt, trat seinen Posten aber erst fünf Jahre später an.

## Botschafter Englands im Osmanischen Reich
- 1583–1588 William Harborne
- 1588–1597 Edward Barton (bis 1593 als Geschäftsträger)
- 1597–1607 Henry Lello (bis 1599 als Geschäftsträger)
- 1606–1611 Tomas Glover (Geschäftsträger)
- 1611–1620 Paul Pindar
- 1620–1622 John Eyre
- 1621–1628 Tomas Roe
- 1628–1639 Peter Wyche
- 1638–1648 Sackville Crowe
- 1647–1661 Tomas Bendish
- 1653–1656 Richard  Lawrence (Lawrence erhielt einen Auftrag als Geschäftsträger bis zum Eintreffen des neuen Botschafters Richard Salwey, der jedoch zurücktrat; Lawrence weigerte sich, seinen Posten aufzugeben, wurde aber schließlich von Bendish abgelöst[2])
- 1661–1669 Heneage Finch, 3. Earl of Winchilsea
- 1668–1672 Daniel Harvey
- 1674–1681 John Finch
- 1681–1687 James Brydges, 8. Baron Chandos of Sudeley
- 1687–1691 William Trumbull
- 1691 William Hussey
- 1691–1692 William Harbord (Harbord starb auf der Reise nach Konstantinopel am 31. Juli 1692 in Belgrad)
- 1693–1702 William Paget, 7. Baron Paget

## Botschafter Großbritanniens im Osmanischen Reich
- 1702–1717 Robert Sutton
- 1717–1718 Edward Wortley-Montagu
- 1718–1730 Abraham Stanyan
- 1730–1736 George Hay, 7. Earl of Kinoull
- 1735–1742 Everard Fawkener
- 1742–1747 Stanhope Aspinwall
- 1747–1762 James Porter
- 1762–1765 Henry Grenville
- 1766–1775 John Murray
- 1776–1794 Robert Sharpe Ainslie
- 1794–1795 Robert Liston
- 1795–1798 John Spencer Smith (Geschäftsträger; Botschaftssekretär und Bevollmächtigter ad interim 1798–1801)
- 1798–1799 William Sydney Smith (Bevollmächtigter zusammen mit seinem Bruder John Spencer Smith)

## Botschafter des Vereinigten Königreichs im Osmanischen Reich
- 1799–1803 Thomas Bruce, 7. Earl of Elgin
- 1803 William Drummond
- 1805–1807 Charles Arbuthnot
- 1807–1808 (keine diplomatischen Beziehungen)
- 1807–1809 Arthur Paget (von Juli bis Oktober 1807 als außerordentlicher Botschafter und Bevollmächtigter in besonderem Auftrag)
- 1808–1810 Robert Adair
- 1810–1812 Stratford Canning
- 1812–1820 Robert Liston
- 1821–1824 Percy Smythe, 6. Viscount Strangford
- 1826–1827 Stratford Canning
- 1827–1829 (keine diplomatischen Beziehungen)
- 1829–1831 Robert Gordon
- 1832 Stratford Canning
- 1833–1841 John Ponsonby, 1. Viscount Ponsonby
- 1842–1858 Stratford Canning
- 1858–1865 Henry Bulwer
- 1865–1867 Richard Bickerton Pemell
- 1867–1877 Henry Elliot
- 1877–1880 Austen Henry Layard
- 1881–1884 Frederick Hamilton-Temple-Blackwood, 1. Marquess of Dufferin and Ava
- 1886 Edward Tornton (1884 ernannt, das britische Außenministerium gestattete ihm den Antritt seines Postens jedoch erst im Februar 1886[3])
- 1886–1891 William Arthur White
- 1892–1893 Clare Ford
- 1893–1898 Philip Currie, 1. Baron Currie
- 1898–1908 Nicholas O’Conor
- 1908–1913 Gerard Lowther
- 1913–1914 Louis du Pan Mallet
- 1914–1925 (keine diplomatischen Beziehungen)
- 1918–1919 Somerset Gough-Calthorpe (Hochkommissar)
- 1919–1920 John de Robeck (Hochkommissar)
- 1920–1924 Horace Rumbold, 9. Baronet (bis Oktober 1923 als Hochkommissar, danach als Vertreter)

## Botschafter des Vereinigten Königreichs in der Türkei
- 1924–1926 Ronald Lindsay (bis 1. März 1925 als Vertreter; nach Unterzeichnung des Vertrags von Lausanne 1923 als Botschafter geführt)
- 1926–1933 George Russell Clerk
- 1934–1939 Percy Loraine
- 1939–1944 Hughe Knatchbull-Hugessen
- 1944–1946 Maurice Peterson
- 1946–1949 David Victor Kelly
- 1949–1951 Noel Charles
- 1951–1954 Alexander Knox Helm
- 1954–1958 James Bowker
- 1958–1962 Bernard Burrows
- 1963–1967 Denis Allen
- 1967–1969 Roger Allen
- 1969–1973 Roderick Sarell
- 1973–1977 Horace Phillips
- 1977–1980 Derek Dodson
- 1980–1983 Peter H. Laurence
- 1983–1986 Robert Russell
- 1986–1992 Timothy Daunt
- 1992–1995 Peter John Goulden
- 1995–1997 Kieran Prendergast
- 1997–2001 David Logan
- 2002–2006 Peter Westmacott
- 2007 Nicholas G. F. Baird
- 2002–2006 Peter Westmacott
- 2006–2009 Nick Baird
- 2009–2014 David Reddaway
- 2014–2017 Richard Moore
- seit 2018 Dominick Chilcott